# Сервис, Роберт Уильям
Роберт Уильям Сервис (англ. Robert William Service; 16 января 1874 — 11 сентября 1958) — канадский поэт и писатель, известный под псевдонимом «Бард Юкона». Известен своими стихами о севере Канады, включая такие, как «Расстрел Дана МакГрю», «Закон Юкона» и «Кремация Сэма МакГи». Помимо стихов, посвящённых Юкону, Сервис также писал поэмы о Южной Африке, Афганистане и Новой Зеландии. Тематика его произведений прославляет Британскую империю.

## Биография

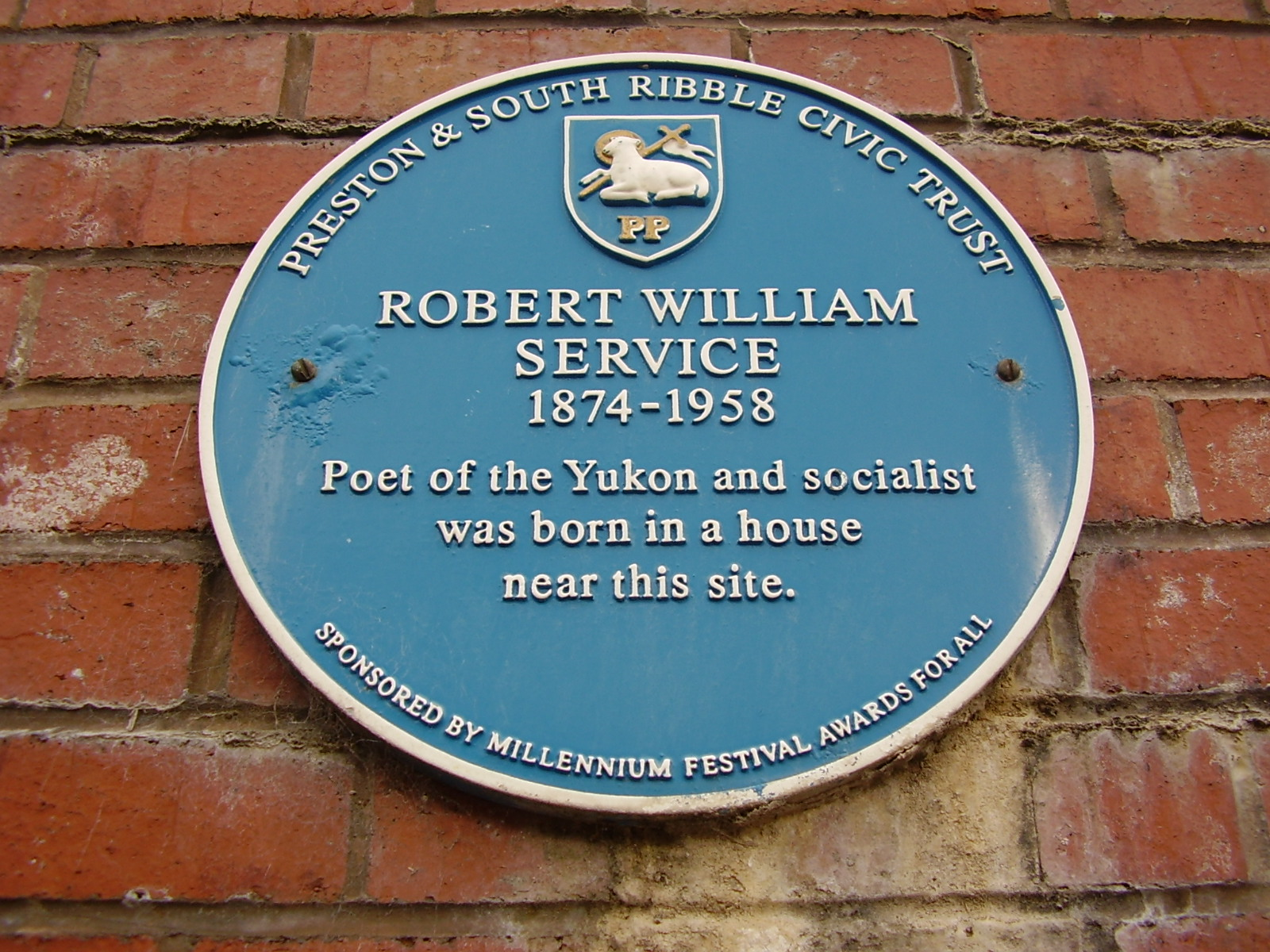
Мемориальная доска в Престоне, Англия.

Сервис родился в шотландской семье, жившей в Престоне, Англия. Получил образование в Шотландии в старшей школе Hillhead в Глазго. Переехал в Канаду в возрасте 21 года, уволившись с работы в банке Глазго, и поселился на острове Ванкувер, Британская Колумбия, где ходил в костюме, напоминающем Буффало Билла и мечтал сам стать ковбоем. Путешествовал по всей западной части Северной Америки, нанимая на разные работы и быстро их бросая. По контракту с канадским коммерческим банком он работал в различных отраслях, после чего его направили в филиал банка в Уайтхорсе на Территории Юкон в 1904 году, через шесть лет после начала Клондайкской золотой лихорадки.
Вдохновленный красотой дикой природы в Юконе, Сервис начал писать стихи о увиденном. Часть стихов сложилась под впечатлением от разговоров с местными жителями, хотя в стихах он описывает те же события не с чужих слов, а как свидетель.
В последние годы жил в Монако. Его проза и стихи его очень хорошо продавались несмотря на то, что его часто критиковали за неравномерность стихотворного метра и довольно простые рифмы. По одному из романов был поставлен фильм Отравленный рай.
Умер в возрасте 84 лет от сердечного приступа в Ланье (Франция) 11 сентября 1958 года. После него осталось более чем тысяча стихов и шесть романов.

## Сочинения
- «Carry On!» (date missing)
- Songs of a Sourdough (1907) (изданы в США как The Spell of the Yukon and Other Verses (1907))
- Ballads of a Cheechako (1909)
- Rhymes of a Rolling Stone (1912)
- Songs of the Yukon (1913)
- Rhymes of a Red-Cross Man (1916)
- Ballads of a Bohemian (1921)
- Twenty Bath-Tub Ballads (1939)
- Bar-Room Ballads (1940)
- Songs of a Sun-Lover. A Book of Light Verse (1949).
- Rhymes of a Roughneck. A Book of Verse (1950).
- Lyrics of a Lowbrow. A Book of Verse (1951).
- Rhymes of a Rebel. A Book of Verse (1952).
- Songs for my Supper (1953).
- Carols of an Old Codger (1955).
- Rhymes for My Rags (, 1956).